# Gemeiner Sonnenbarsch
Der Gemeine Sonnenbarsch oder Kürbiskernbarsch (Lepomis gibbosus: lepomis Haplologie für lepopomis von gr.: lepos („Schuppe“), pōma („Deckel“); lat.: gibbosus „bucklig“) ist ein farbenprächtiger Vertreter der Sonnenbarsche.

## Verbreitung und Lebensraum
Das ursprüngliche Verbreitungsgebiet erstreckt sich in Nordamerika zwischen North Dakota bis nach New Jersey und von der Hudson Bay bis nach South Carolina. Inzwischen hat sich der Gemeine Sonnenbarsch, vorwiegend durch Besatzmaßnahmen, bis an die Westküste der Vereinigten Staaten ausgebreitet.

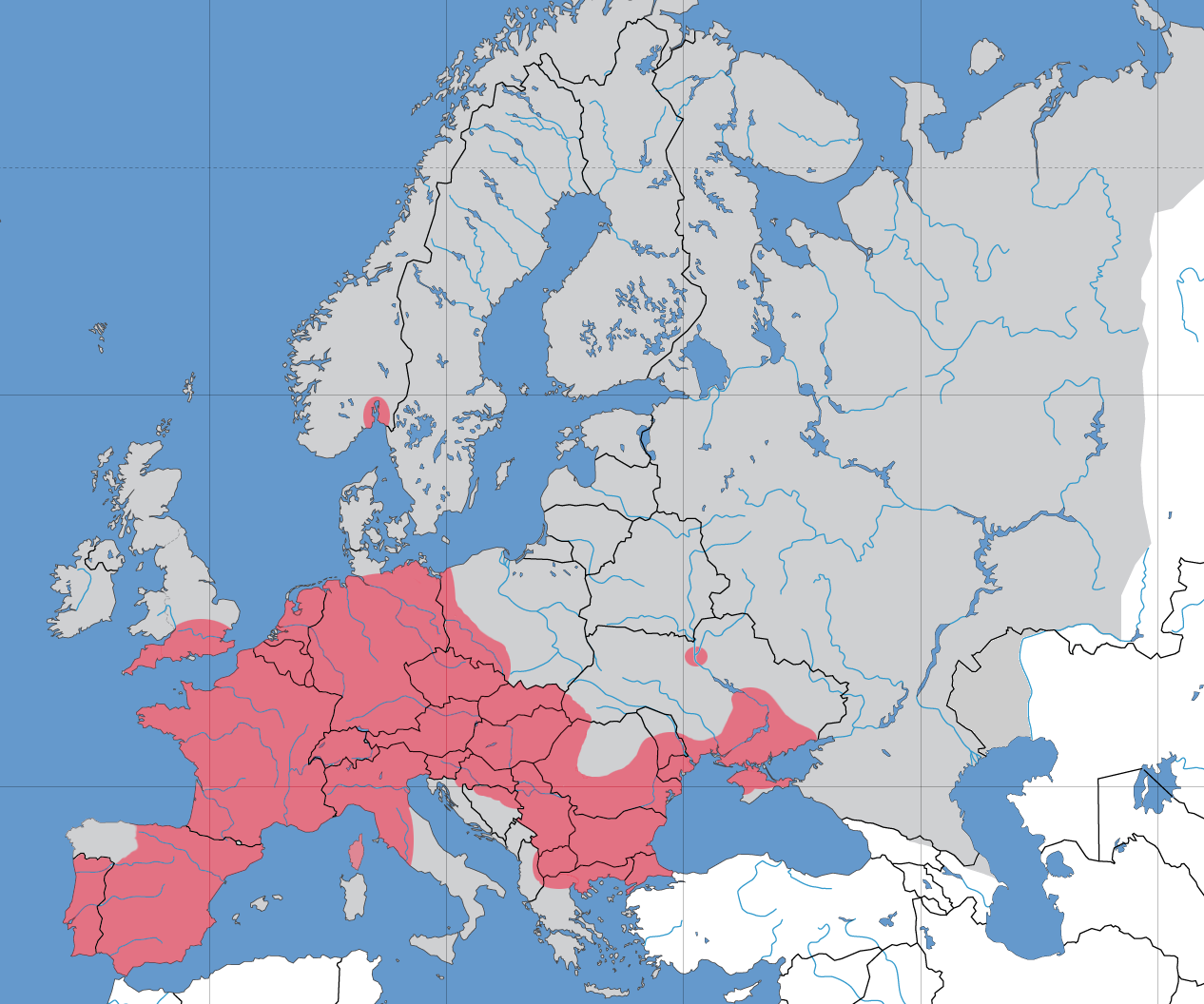
Verbreitungsgebiet des Gemeinen Sonnenbarsches in Europa (in rot)

Als Neozoon ist der Süßwasserfisch in weiten Teilen Europas, mit Ausnahme Nordeuropas, eingebürgert. Er wurde erstmals 1877 in Frankreich als Sportfisch und zum Besatz von Gartenteichen eingeführt. 1880 wurde dieser Sonnenbarsch bereits in Deutschland nachgewiesen. Die Verbreitung ist allerdings nicht flächendeckend. In Deutschland sind Vorkommen des Gemeinen Sonnenbarschs vor allem im Südwesten und in unmittelbarer Umgebung von Ballungsräumen zu finden. Gelegentlich entstehen auch neue Populationen durch illegalen Besatz. Es wurde auch schon von versehentlicher Verbreitung mit anderen Fischarten berichtet.
Der bevorzugte Lebensraum sind stehende und langsam fließende Gewässer mit klarem Wasser und dichter Vegetation zum Schutz vor Fressfeinden. Im Sommer lebt der Gemeine Sonnenbarsch eher grundnah, in einer Wassertiefe von ein bis zwei Metern. Im Winter zieht er sich jedoch auch in tiefere Gewässerabschnitte zurück.

## Merkmale

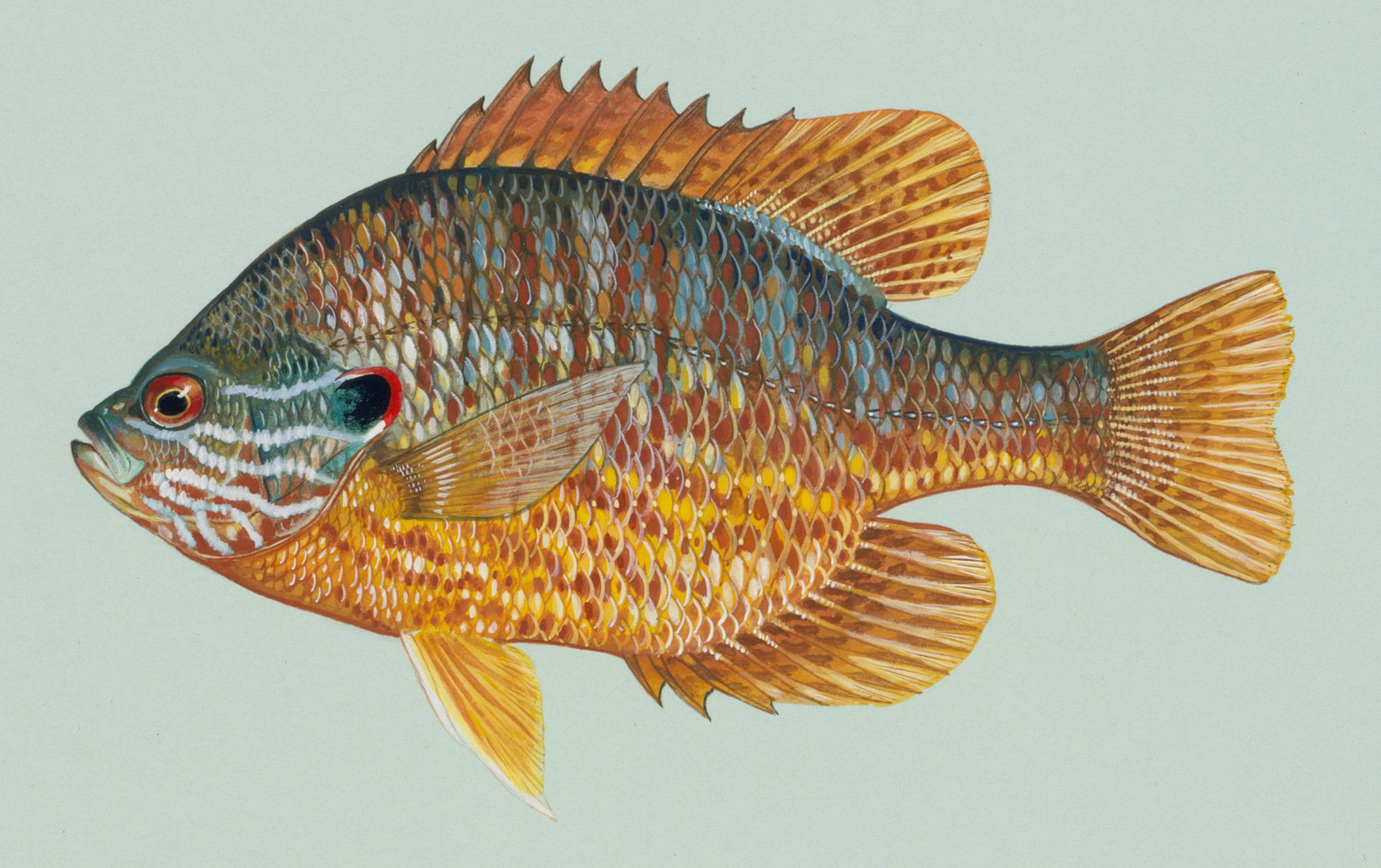
Zeichnung

Der Gemeine Sonnenbarsch hat einen gedrungenen, hohen und seitlich zusammengedrückten Körper. Insgesamt wirkt die Erscheinung robust. In freier Wildbahn erreicht er eine Größe von 15 bis knapp 30 Zentimeter, bei Haltung im Aquarium bleibt er wesentlich kleiner. Die Mundspalte ist klein und reicht nicht bis an die Augen heran. Jungfische zeigen bis zu einer Größe von vier bis acht Zentimetern eine graugrüne Grundfärbung mit fünf bis acht perlmuttartig schimmernden Querbinden. Bei erwachsenen Tieren herrscht eine bräunliche Grundfarbe vor, während die Querbinden grünblau schimmern. Über den ganzen Körper sind rote, gelbrote, blaue und smaragdfarbene Tupfer verteilt. Bauch und Kehle sind von kräftigem Orange, die Flossen grün bis gelb. Rote Linien und Punkte bedecken die grünglänzenden Kiemendeckel. Der schwarze Kiemendeckellappen (das so genannte „Ohr“) endet in einem halbmondförmigen orangefarbenen Rand. Dieser Rand ist der Grund für die englische Bezeichnung Pumpkinseed und den deutschen Trivialnamen Kürbiskernbarsch.
Die Flossenformel lautet:
- Dorsale X/10–12
- Anale II/10–11
- Pectorale 12

Einziges äußeres Merkmal zur Unterscheidung der Geschlechter ist die weniger intensive Färbung der Weibchen.

### Wachstums- und Größenunterschiede
Die Wachstumsgeschwindigkeit der Larven und jungen Exemplare des Gemeinen Sonnenbarschs ist in Nordamerika und Europa nahezu identisch. Dagegen gibt es bei adulten Tieren signifikante Unterschiede. In Nordamerika wachsen diese wesentlich schneller und werden größer als ihre europäischen Artgenossen. Größenunterschiede sind auch in Abhängigkeit vom Breitengrad feststellbar. Nordamerikanische Tiere erreichen in den nördlichen Verbreitungsgebieten eine geringere Größe als in den südlichen, in Europa ist das Verhältnis umgekehrt.

## Lebensweise

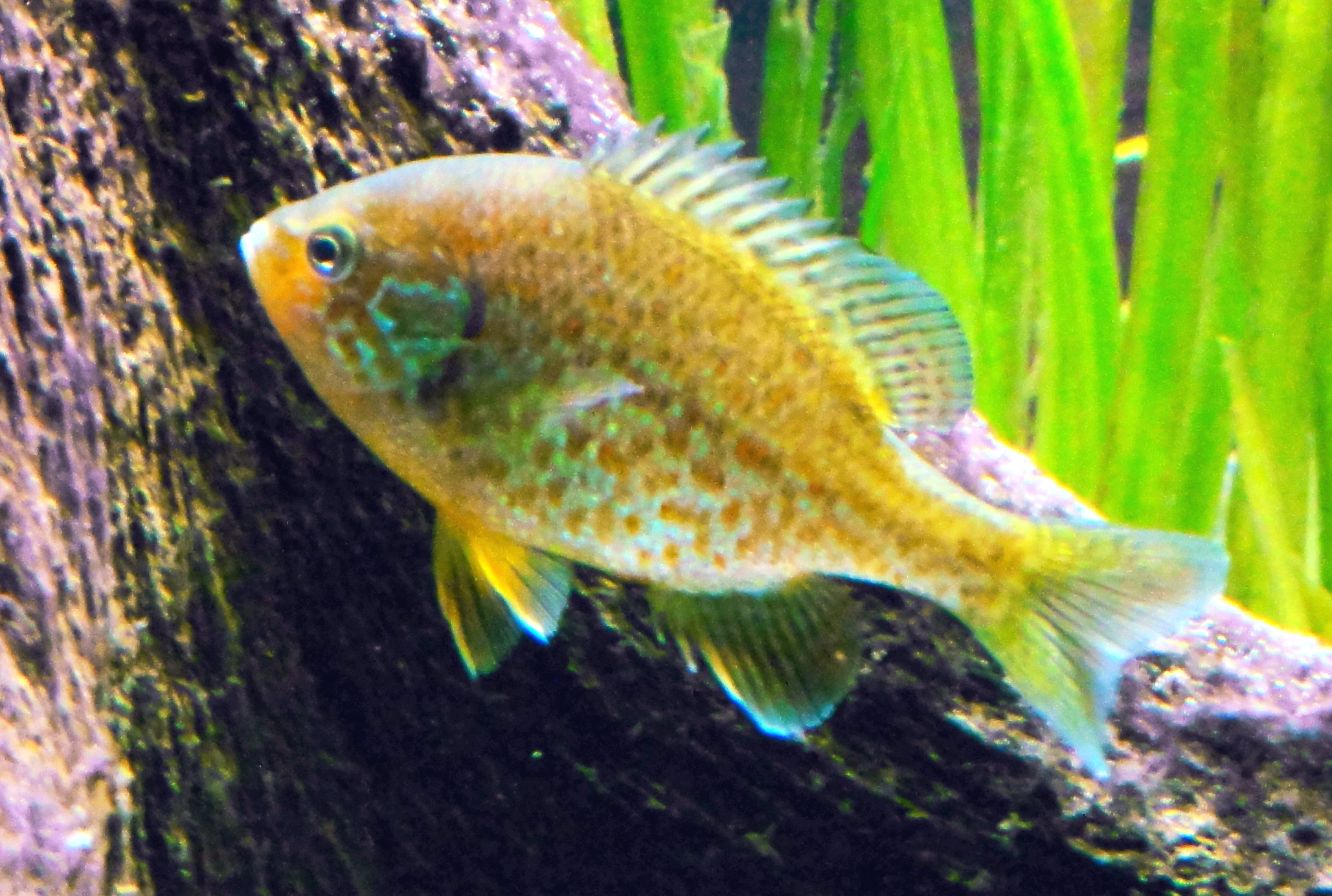

Der Gemeine Sonnenbarsch ernährt sich von einer breiten Palette an Kleintieren: Insekten und deren Larven, Schnecken, Krebsen und Egeln, auch kleine Fische werden erbeutet. Ergänzt wird das Nahrungsspektrum durch geringe Mengen an pflanzlicher Nahrung. Die Futtersuche findet über die Dauer des gesamten Tages statt, die Nachmittagsstunden sind jedoch die Zeit der intensivsten Jagd.
Wie alle Vertreter seiner Familie betreibt auch der Gemeine Sonnenbarsch eine intensive Brutpflege. Zur Laichzeit sucht das Männchen Flachwasser mit sandigem oder kiesbedecktem Grund auf. Mit der Schwanzflosse fächelt es eine flache Grube von ungefähr 30 Zentimetern Durchmesser und fünf bis sieben Zentimetern Tiefe frei, größere Objekte werden mit dem Maul entfernt. Der Milchner verteidigt diese Laichgrube und ihre unmittelbare Umgebung äußerst aggressiv. Sowohl männliche Artgenossen als auch artfremde Fische werden attackiert. Während des Nestbaus wartet das Weibchen in tieferem Wasser auf die Fertigstellung. Es nähert sich dann dem Nest und das Männchen versucht es scheinbar wieder zu verjagen. Nach etlichen Wiederholungen erlaubt das Männchen den Zugang zur Laichgrube und nach einigen Scheinpaarungen erfolgt der eigentliche Laichakt. Die dabei abgegebenen Eier sind klar und farblos, klebrig und haben einen Durchmesser von etwa einem Millimeter. Weibchen können in mehreren Nestern ablaichen und meist laichen in einem Nest auch verschiedene Weibchen ab. Pflege und Bewachung des Geleges übernimmt das Vatertier allein. Es befächelt die Eier und die geschlüpften Larven mit Frischwasser, bis diese ihren Dottersack aufgezehrt haben. Bei einer Wassertemperatur von 28 Grad Celsius erfolgt der Schlupf innerhalb von drei Tagen, bei niedrigeren Temperaturen dauert die Brut länger an. Frühzeitig das Nest verlassende Larven bringt der Vater in seinem Maul zurück. Nach zehn bis elf Lebenstagen sind die Larven in der Lage, sich selbstständig zu ernähren.
Innerhalb einer Laichsaison kann ein Männchen mehrere Bruten aufziehen, ein adultes Weibchen produziert in dieser Zeit 4000 bis 7000 Eier.
Die Geschlechtsreife wird nach etwa zwei Jahren erreicht, das maximale Lebensalter sind in der Natur ungefähr sechs bis acht Jahre. In Gefangenschaft gehaltene Exemplare sollen bis zu zwölf Jahre alt werden können.

## Rolle im Ökosystem
In seiner ursprünglichen Heimat ist der Gemeine Sonnenbarsch eine wichtige Beute für eine Reihe größerer Raubfische und fischfressender Vögel. Da er dem Prädationsdruck mit einer hohen Reproduktionsrate begegnet, tendieren Populationen ohne entsprechende Fressfeinde zur Massenvermehrung und Kümmerwuchs. Der Gemeine Sonnenbarsch übt einen nicht geringen Fraßdruck auf Jung- und Kleinfische aus. Eine Verdrängung von einheimischen Arten in den neu besiedelten Gebieten konnte jedoch bisher nicht nachgewiesen werden.
Beim Zusammentreffen mit anderen Lepomis-Arten können sehr leicht Kreuzungen entstehen, diese Hybriden sind nicht fertil.

## Wirtschaftliche Bedeutung
Als zwar wohlschmeckender aber klein bleibender Fisch ist der Gemeine Sonnenbarsch sowohl für die Sport-, als auch die gewerbliche Fischerei weitestgehend uninteressant. Wegen seiner Farbenpracht wurde er jedoch im Handel als Kaltwasseraquarienfisch und Besatz für Gartenteiche angeboten. Mit der Aufnahme in die Liste invasiver gebietsfremder Arten von unionsweiter Bedeutung der EU im Jahr 2019 ist seitdem der Handel mit der Art, auch für Aquarienzwecke, in der Europäischen Union verboten.